# Gordana Bošnakoska
Gordana Mihailova Bošnakoska (mazedonisch Гордана Михаилова Бошнакоска; * 1. September 1940 in Bitola, Königreich Jugoslawien) ist eine mazedonische Dichterin. Sie ist Mitglied des Mazedonischen PEN und der Mazedonischen Schriftstellervereinigung und Stipendiatin des Fulbright-Programms.

## Leben
Gordana Bošnakoska wurde am 1. September 1940 in Bitola geboren. Später arbeitete sie im Mazedonischem Fernsehen in Skopje.
2008 publiziert sie in Bulgarien ihr Buch Тълкуване на Морето (zu dt. etwa: Deutung des Meeres). Das Buch erschien bei bulgarischen Verlag Avangard print und die Übersetzung wurde vom bulgarischen Dichter Roman Kjosow geleistet. Die Präsentation fand in Russe, während der Tage der mazedonischen Kultur dort statt. Sie wurden durch die Präsidentin des Mazedonischen Kultur- und Informationszentrums in Sofia und mazedonische Dichterin Dosta Dimovska organisiert. Einige Monate später erfolgte die Veröffentlichung des Buches in Mazedonien. 2010 nahm Bošnakoska an den Tagen der slawischer Literatur in der bulgarischen Stadt Burgas teil.

## Bibliographie
Die Werke von Bošnakoska erschienen meist zuerst in mazedonischer Sprache und wurden später ins Bulgarische und andere Sprachen übersetzt. Weitere Werke von Bošnakoska sind:
- Времето го нема (Gedichte, 1965)
- Писма (Gedichte, 1974)
- Влегување во Делта (Gedichte, 1981)
- Босфорско лето (Erzählungen, 1984)
- Нордиски љубовници (Gedichte, 1993)
- Њујорксон (Gedichte, 1993)
- Планини од картонски кутии (Gedichte, 1997)
- Поръките на далечините” (2001)
- „Безкрайното“ (2008), Übersetzung ins Bulgarische von Roman Kjosow
- Тълкуване на Морето (Erstausgabe in Bulgarisch zu dt. etwa: Deutung des Meeres), 2008, Übersetzung ins Bulgarische von Roman Kjosow, ISBN 978-954-337-046-7
- Опити, 2009,  Übersetzung ins Bulgarische von Roman Kjosow
- Битие на реката, 2009,  Übersetzung ins Bulgarische von Roman Kjosow
- „Доказателства“, 2009, Übersetzung ins Bulgarische von Roman Kjosow

## Auszeichnungen
Bošnakoska ist Trägerin des Preises Gebrüder Miladinowi der Abende der Poesie in Struga.